# Ангола на Светском првенству у атлетици на отвореном 1983.
Ангола је учествовала на 1. Светском првенству у атлетици на отвореном 1983. одржаном у Хелсинкију, Финска од 7. до 14. августа. Репрезентацију Анголе представљао је један атлетичар који се такмичио у две дисциплине.
На овом првенству Ангола није освојила ниједну медаљу, а њен представник Рубен Инасио је оборио личне рекорде у обе дисциплине.

## Учесници
Мушкарци:
- Рубен Инасио — 100 м и 200 м

## Резултати

### Мушкарци
| Атлетичар    | Дисциплина | Лични рекорд | Група    | Група   | Полуфинале           | Полуфинале           | Финале               | Финале        | Детаљи                                     |
| Атлетичар    | Дисциплина | Лични рекорд | Резултат | Место   | Резултат             | Место                | Резултат             | Место         | Детаљи                                     |
| ------------ | ---------- | ------------ | -------- | ------- | -------------------- | -------------------- | -------------------- | ------------- | ------------------------------------------ |
| Рубен Инасио | 100 м      |              | 10,92 ЛР | 7. гр 6 | Није се квалификовао | Није се квалификовао | Није се квалификовао | =50 / 64 (66) | Архивирано на веб-сајту (12. фебруар 2021) |
| Рубен Инасио | 200 м      | 22,52        | 22,33 ЛР | 7. гр 6 | Није се квалификовао | Није се квалификовао | Није се квалификовао | =42 / 52 (57) |                                            |